# Oeuvre van Joseph Ryelandt
Het oeuvre van de Vlaamse componist Joseph Ryelandt is omvangrijk. Hij was als componist meer dan een halve eeuw actief tussen de jaren 1892 en 1944. Het zwaartepunt van zijn oeuvre wordt gevormd door zijn katholieke ideeënoratoria. Bijna al deze oratoria werden uitgegeven en uitgevoerd.

## Sorteerbare tabel van composities
| Nr. | Jaar | Titel                                                    | Uitgever                                               | Bezetting                         | Tekstschrijver                       | Delen                                                                                    | Eerste uitvoering | Opmerkingen                                                                           | Plaats van de partituur        |
| --- | ---- | -------------------------------------------------------- | ------------------------------------------------------ | --------------------------------- | ------------------------------------ | ---------------------------------------------------------------------------------------- | ----------------- | ------------------------------------------------------------------------------------- | ------------------------------ |
| 1   | 1889 | Romance                                                  |                                                        | piano                             |                                      |                                                                                          |                   |                                                                                       | ?                              |
| 2   | 1889 | Marche                                                   |                                                        | piano                             |                                      |                                                                                          |                   |                                                                                       | ?                              |
| 3   | 1889 | Berceuse                                                 |                                                        | piano                             |                                      |                                                                                          |                   |                                                                                       | ?                              |
| 4   | 1889 | Dance                                                    |                                                        | piano                             |                                      |                                                                                          |                   |                                                                                       | ?                              |
| 5   | 1890 | Pianosonate in e                                         |                                                        | piano                             |                                      | Allegro; Allegro - Scherzo; Andante; Allegro Finale                                      |                   | dit is de sonate waarmee Ryelandt bij Tinel is gegaan.                                | ?                              |
| 6   | ?    | Marche fantastique                                       |                                                        | piano                             |                                      |                                                                                          |                   |                                                                                       | ?                              |
| 7   | ?    | Impromptu                                                |                                                        | piano                             |                                      |                                                                                          |                   |                                                                                       | ?                              |
| 8   | ?    | Chant d'automme                                          |                                                        | piano                             |                                      |                                                                                          |                   |                                                                                       | ?                              |
| 9   | 1892 | Aveu                                                     |                                                        | lied                              | Villiers de L'Isle d'Adam            |                                                                                          |                   |                                                                                       | ?                              |
| 10  | ?    | Un grand sommeil                                         |                                                        | lied                              | Paul Verlaine                        |                                                                                          |                   |                                                                                       | ?                              |
| 11  | ?    | Confidence                                               |                                                        | lied                              | Léon Donnay                          |                                                                                          |                   |                                                                                       | ?                              |
| 12  | ?    | Abendlandschaft                                          |                                                        | lied                              | Eichendorff                          |                                                                                          |                   |                                                                                       | ?                              |
| 13  | 1892 | Klaviersonate in c Op.1                                  | CM                                                     |                                   |                                      | Allegro energico; Andante sostenuto; Intermezzo - Vivace; Finale                         |                   | geschreven aan Jean Ryelandt; vernield                                                | CM                             |
| 14  | 1893 | Kwartet voor snaren Op.2                                 |                                                        |                                   |                                      |                                                                                          |                   | vernietigd voor 1906                                                                  | ?                              |
| 15  | 1893 | Ouverture Caïn                                           | Breitkopf, Leipzig                                     | piano vierhandig                  |                                      | ouverture                                                                                | Blankenberg 1893  | origineel vernietigd                                                                  | CM                             |
| 16  | ?    | van Byron Op.3                                           |                                                        |                                   |                                      |                                                                                          |                   | opgedragen aan J.Goetinck                                                             | ?                              |
| 17  | ?    | Ecce advenit Op.4                                        |                                                        | zang en orgel                     |                                      | drie Duitse liederen                                                                     |                   | vernield                                                                              | ?                              |
| 18  | ?    | De Rijndwergen Op.5                                      |                                                        | ballade                           | Pol De Mont                          |                                                                                          |                   | vernield                                                                              | ?                              |
| 19  | ?    | Van haar                                                 |                                                        | lied                              | uit "Ons Leven"                      |                                                                                          |                   | liefdesgedicht                                                                        | ?                              |
| 20  | 1893 | Lied der verloofde                                       | VL                                                     |                                   | Mijn herteken heeft altijd verlangen |                                                                                          |                   |                                                                                       | CM                             |
| 21  | ?    | Einklang                                                 |                                                        | lied                              | N.Lenau                              |                                                                                          |                   |                                                                                       | ?                              |
| 22  | ?    | Auf geheimen Waldespfade                                 |                                                        | lied                              | N.Lenau                              |                                                                                          |                   |                                                                                       | ?                              |
| 23  | 1894 | Variaties voor klavier op een thema van E.Tinel Op.6     | Breitkopf, Leipzig                                     |                                   |                                      |                                                                                          |                   | in 1910 vernietigd                                                                    | CM                             |
| 24  | ?    | Sinfonie in e Op.7                                       |                                                        | cyclische symfonie                |                                      |                                                                                          |                   | vernield na 1905                                                                      | ?                              |
| 25  | 1894 | 6 Vlaamse Liederen Op.8 (1)                              | Davidsfonds/ Supplement bij De warrande / VL           |                                   |                                      | here Halewijn                                                                            |                   | mag niet meer worden uitgegeven                                                       | CM                             |
| 26  | 1894 | 6 Vlaamse Liederen Op.8 (2)                              | Davidsfonds/ Supplement bij De warrande / VL           |                                   |                                      | De Hemel                                                                                 |                   |                                                                                       | CM                             |
| 27  | 1894 | 6 Vlaamse Liederen Op.8 (3)                              | Davidsfonds/ Supplement bij De warrande / VL           |                                   | K. de Gheldere                       | De Dreef                                                                                 |                   |                                                                                       | CM                             |
| 28  | 1894 | 6 Vlaamse Liederen Op.8 (4)                              | Davidsfonds/ Supplement bij De warrande / VL           |                                   | K.De Ghelden                         | Avondstemmen                                                                             |                   | mag niet meer worden uitgegeven                                                       | CM                             |
| 29  | 1894 | 6 Vlaamse Liederen Op.8 (5)                              | Davidsfonds/ Supplement bij De warrande / VL           |                                   | D. Delcroix                          | De Rosematijn                                                                            |                   | mag niet meer worden uitgegeven                                                       | CM                             |
| 30  | 1894 | 6 Vlaamse Liederen Op.8 (6)                              | Davidsfonds/ Supplement bij De warrande / VL           |                                   |                                      | ?                                                                                        |                   | Vernield                                                                              | ?                              |
| 31  | 1895 | Fantasie Op.9                                            |                                                        | piano                             |                                      | Am morgen; Appasionato; Liebeslied; Verzweiflung; Caprice                                |                   |                                                                                       | CM                             |
| 32  | 1894 | La Parabole des Vierges Op.10                            |                                                        | solo en orkest                    | H. Hoornaert                         |                                                                                          |                   |                                                                                       | CM                             |
| 33  | 1894 | Prélude à la Parabole des vierges Op.10                  |                                                        | orkest                            |                                      |                                                                                          |                   |                                                                                       | CM                             |
| 34  | ?    | Idesbald                                                 |                                                        | koor                              | G.Gezelle                            |                                                                                          | Brugge 1894       |                                                                                       | ?                              |
| 35  | 1895 | Trio in d Op.11                                          |                                                        |                                   |                                      |                                                                                          |                   | derde plaats in de Koninklijke Belgische Academie                                     | ?                              |
| 36  | ?    | Daphne Op.12                                             |                                                        | koor                              | E. Van Oye                           | cantate                                                                                  |                   | Voorbereidend werk voor de Rome prijs                                                 | ?                              |
| 37  | 1895 | Adagio voor strijkkwartet Op.13                          | CM                                                     |                                   |                                      |                                                                                          |                   | overgebleven deel uit een vernietigd kwartet, andere delen vernietigd na 1906         | CM                             |
| 38  | 1896 | De XIV Stonden of de bloedige dagvaart ons Heeren, Op.14 |                                                        | oratoria                          | G.Gezelle                            | oratorio                                                                                 | Eklo 1896         | Vernietigd na 1905                                                                    | ?                              |
| 39  | 1896 | eerste vioolsonate Op.15                                 | CM                                                     |                                   |                                      | Andantino; Adagio; Andantino con variazioni; Allegretto; Andante agitato; Lento; Allegro |                   | opgedragen aan O. Claeys                                                              | CM                             |
| 40  | 1896 | Audi Fillia                                              | suppl. Musica Sacra                                    | motet                             | uit het Proprium                     |                                                                                          |                   |                                                                                       | CM                             |
| 41  | 1896 | Justus germinabit                                        | CM                                                     | motet                             | uit het officie van een kerkleraar   |                                                                                          |                   |                                                                                       | CM                             |
| 42  | 1896 | Signum Magnum                                            | CM                                                     | motet                             | Latijn                               |                                                                                          |                   |                                                                                       | CM                             |
| 43  | 1897 | Callirhoë                                                |                                                        | cantate                           |                                      |                                                                                          |                   | gecomponeerd voor de Rome Prijs                                                       | archief te Brussel             |
| 44  | 1897 | 1ste simfonie Op.16                                      | CM                                                     | piano vierhandig / orkest         |                                      | Allegro Vivace; Andante; Scherzo; Finale                                                 | Antwerpen 1897    | gecomponeerd voor C.Lenaerts                                                          | CB/CM                          |
| 45  | 1897 | Trois morceaux pour clarinette et piano Op.17            | CM                                                     |                                   |                                      | Romance; au ruisseau; soir                                                               |                   | ook een transcripte voor viool                                                        | CB/CM                          |
| 46  | 1897 | sonate in E Op.18                                        | CM                                                     | hoorn en piano                    |                                      | Lento; Allegro                                                                           | Gent 1900         | Bij de uitvoering te Gent zat Ryelandt aan het klavier.                               | CB/CM                          |
| 47  | 1897 | six melodies Op.19 (1)                                   | Muraille, Luik                                         | zang en piano                     | P. Verlaine                          | Clair de lune                                                                            |                   | À Madame Louis Ryelandt                                                               | CM                             |
| 48  | 1897 | six melodies Op.19 (2)                                   | Muraille, Luik                                         | zang en piano                     | Zubli                                | La nuit                                                                                  |                   | mag niet meer worden uitgegeven                                                       | ?                              |
| 49  | 1897 | six melodies Op.19 (3)                                   | Muraille, Luik                                         | zang en piano                     | P. Verlaine                          | Le prisonnier                                                                            |                   | mag niet meer worden uitgegeven                                                       | ?                              |
| 50  | 1897 | six melodies Op.19 (4)                                   | Muraille, Luik                                         | zang en piano                     | Villiers de L'Isle d'Adam            | Eblouissement                                                                            |                   |                                                                                       | ?                              |
| 51  | 1897 | six melodies Op.19 (5)                                   | Muraille, Luik                                         | zang en piano                     | P. Verlaine                          | Tristesse                                                                                |                   | mag niet meer worden uitgegeven                                                       | ?                              |
| 52  | 1897 | six melodies Op.19 (6)                                   | Muraille, Luik                                         | zang en piano                     | Duchosal                             | Le Cavalier Bleu                                                                         |                   |                                                                                       | ?                              |
| 53  | 1897 | 1ste strijkkwartet in e Op.20                            | CM                                                     | strijkkwartet                     |                                      | Allegro con moto; Adagio; Menuet; Moderato                                               | Gent 1900         | au quatuor Van Ticht                                                                  | CM                             |
| 54  | ?    | Missa 4 vocibus a capella Op.21                          |                                                        |                                   |                                      |                                                                                          |                   | alles werd vernietigd en het Op-nr.aan de prelude gegeven.                            | ?                              |
| 55  | 1897 | Ave Maria                                                | Scola Cantorum, Parijs                                 | Motet                             | Latijnse tekst van Wees-Gegroet      |                                                                                          |                   | voorbereiding op de Rome Prijs                                                        | conservatorium Brussel/CM      |
| 56  | 1897 | O Salutaris Hostia                                       | CM                                                     | lofzang in canon                  | uit de Hymne Verbum supernum         |                                                                                          |                   |                                                                                       | CM                             |
| 57  | 1897 | Prélude sur une thème liturgique Op.21                   |                                                        | symfonisch orkest                 | op thema van Regina Caeli            |                                                                                          | Brugge 1898       |                                                                                       | CB/CM                          |
| 58  | 1898 | eerste cellosonate in F Op.22                            | CM                                                     |                                   |                                      | Allegro; Adagio; Thema con fariazione                                                    | Gent 1900         | À Monsieur Antoine Janssens                                                           | CM                             |
| 59  | 1898 | trois chants spirituels Op.23 (1)                        | Breitkopf, Leipzig                                     | zang en piano                     | El. Alberdingk Thijm                 | uit het boek Job                                                                         |                   | later georkestreerd                                                                   | ?                              |
| 60  | 1898 | trois chants spirituels Op.23 (2)                        | Breitkopf, Leipzig                                     | zang en piano                     | El. Alberdingk Thijm                 | uit de Imitatio                                                                          |                   | later georkestreerd                                                                   | ?                              |
| 61  | 1898 | trois chants spirituels Op.23 (3)                        | Breitkopf, Leipzig                                     | zang en piano                     | El. Alberdingk Thijm                 | uit de werken Sint Paulus                                                                |                   |                                                                                       | ?                              |
| 62  | 1898 | 2de sonate in D Op.24                                    | CM                                                     | piano                             |                                      | Allegro con fuocco; Andante appassionato; Allegro con fuocco                             | Brussel 1898      | À mosieur Jean de Halleux                                                             | CM                             |
| 63  | 1899 | La Noche oscura Op.25                                    | CM                                                     | zang en piano                     | H. Hoornaert                         | Spaans mystiek gedichtr                                                                  |                   | À Mr L'Abbé H. Hoornaert                                                              | CM                             |
| 64  | 1900 | Deux poëmes Op.26                                        |                                                        | solo en orkest                    | H. Hoornaert                         | Lyrisch gedicht                                                                          |                   |                                                                                       | CB/CM                          |
| 65  | 1900 | 2de sonate in d Op.27                                    | Muraille, Luik                                         |                                   |                                      | Allegro non troppo; Andante Cantabile; Allegro moderato                                  |                   | À mon ami J.Jongen                                                                    | CM                             |
| 66  | 1899 | sonatine voor hobo en piano Op.28 (1)                    |                                                        |                                   |                                      | Allegretto                                                                               |                   |                                                                                       | CM                             |
| 67  | 1899 | sonatine voor hobo en piano Op.28 (2)                    |                                                        |                                   |                                      | Aria                                                                                     |                   |                                                                                       | CM                             |
| 68  | 1899 | sonatine voor hobo en piano Op.28 (3)                    | Muraille, Luik                                         |                                   |                                      | Rondo                                                                                    | Brugge,1902       | À Monsieur Eug. Verstraete                                                            | ?                              |
| 69  | 1911 | cinq chants spirituels Op.29 (1)                         | CM                                                     | zang                              | liturgische boeken                   | Septuagesima                                                                             |                   | À la mémoire d'Edgar Tinel                                                            | CM                             |
| 70  | 1900 | cinq chants spirituels Op.29 (2)                         | CM                                                     | zang                              |                                      | Christo confixus sum                                                                     |                   |                                                                                       | ?                              |
| 71  | 1912 | cinq chants spirituels Op.29 (3)                         | CM                                                     | zang                              | uit het evangelie                    | In Memoriam                                                                              |                   |                                                                                       | ?                              |
| 72  | 1911 | cinq chants spirituels Op.29 (4)                         | CM                                                     | zang                              | uit het evangelie                    | Corpus Christi                                                                           |                   |                                                                                       | ?                              |
| 73  | ?    | Ave Maris Stella                                         |                                                        | lofzang                           | Naar gelijknamige hymne              | Lofzang ter ere van O.L.Vrouw                                                            |                   | Carissimi fratri Idesbaldi o.s.b.                                                     | Engels Klooster Brugge         |
| 74  | 1901 | Idylle mystique Op.30                                    | Hérelle, Parijs                                        | sopraan en piano                  | J.Ryeland                            |                                                                                          | Leuven 1902       | À ma chère Marguerite                                                                 | CB/ CM                         |
| 75  | 1901 | Noordzee Op.31                                           | Muraille, Luik                                         | piano suite                       |                                      | Eeuwige klacht; Varen; Op het Strand; Diepe afgrond; O.L. Vrouw Ter Duinen               |                   | Aan Georges de Golesco vriendelijk opgedragen                                         | CM                             |
| 76  | 1901 | 1ste kwintet in a Op.32                                  | Muraille, Luik                                         |                                   |                                      | Allegro moderato; Adagio religioso; Finale allegro                                       | Leuven, 1901      | au quatuor Bracké de Louvain                                                          | CM                             |
| 77  | ?    | Het Heilig bloed Op.33                                   |                                                        | cantate                           | J.Ryelandt                           |                                                                                          | Leuven 1912       | aan El. Alberdingk Thijm / vernietigd in 1923                                         | ?                              |
| 78  | 1901 | Zielzucht Op.34                                          | Davidsfonds                                            | lied                              | G.Gezelle                            | O mocht ik; Gaat van mij; Heer God; O Dierbaar Kruise; Armoede lief; Brandt los          |                   |                                                                                       | CM                             |
| 79  | 1902 | Sainte Cécile Op.35                                      | pianoreductie CM                                       | Muziek drama                      | Ch.Martens                           |                                                                                          | Antwerpen 1907    | À mon cher Maître Edgar Tinel, hommage de reconnaissance et d'admiration              | CB/CM                          |
| 80  | ?    | Ouverture Sainte Cécile                                  |                                                        |                                   |                                      |                                                                                          | Brussel 1904      |                                                                                       | ?                              |
| 81  | 1903 | 2de strijkkwartet in f Op.36                             | CM                                                     |                                   |                                      | Allegro con moto; Adagio; Menuet; Moderato                                               | Gent 1900         | au quatuor Van Tricht                                                                 | CM                             |
| 82  | 1904 | Sinfonie Esto Vir in D Op.37                             | CM                                                     | orkest/piano                      |                                      | Largo - Allegro; Andante appasionato; Scherzo; Adagio religioso - Allegro                | Brugge 1905       | À Mr Karel Mestagh, directeur du conservatoire de Bruges                              | CB/CM                          |
| 83  | 1904 | Liederkrans Op.38 (1)                                    | Bourchey, Antwerpen                                    |                                   | G.Gezelle                            | Wiegelied                                                                                |                   | Aan J.M.Orelio, Amsterdam                                                             | CM                             |
| 84  | 1903 | Liederkrans Op.38 (2)                                    | VL                                                     |                                   | G.Gezelle                            | Groeningeveld                                                                            |                   |                                                                                       | CM                             |
| 85  | 1904 | Liederkrans Op.38 (3)                                    | Cnudde, Gent                                           |                                   | G.Gezelle                            | De Mandel                                                                                |                   |                                                                                       | CM                             |
| 86  | 1904 | Liederkrans Op.38 (4)                                    | De Ring, Berchem                                       |                                   | G.Gezelle                            | De Hoornene                                                                              |                   |                                                                                       | CM                             |
| 87  | 1904 | Liederkrans Op.38 (5)                                    | Cnudde, Gent                                           |                                   | G.Gezelle                            | Weemoed                                                                                  |                   |                                                                                       | CM                             |
| 88  | 1895 | Liederkrans Op.38 (6)                                    | VL                                                     |                                   | Zubli                                | Sterven                                                                                  |                   |                                                                                       | CM                             |
| 89  | 1904 | Liederkrans Op.38 (7)                                    |                                                        |                                   |                                      | ?                                                                                        |                   | vernietigd                                                                            | ?                              |
| 90  | 1904 | Liederkrans Op.38 (8)                                    |                                                        |                                   |                                      | ?                                                                                        |                   | vernietigd                                                                            | ?                              |
| 91  | 1904 | Liederkrans Op.38 (9)                                    | VL                                                     |                                   | R. Declercq                          | Wiedsterslied                                                                            |                   | verloochend                                                                           | CM                             |
| 92  | 1904 | Liederkrans Op.38 (10)                                   | VL                                                     |                                   | R. Declercq                          | Avondstilte                                                                              |                   | verloochend                                                                           | CM                             |
| 93  | 1904 | Purgatorium Op.39                                        | Muzaille, Luik                                         | oratoria                          | Latijnse psalmen                     | oratorio                                                                                 | Antwerpen 1907    |                                                                                       | CM / CB                        |
| 94  | 1904 | Fantasie voor klarinet en piano Op.40                    | CM                                                     |                                   |                                      | Andante; Allegro agitato; Adagio; Allegro scherzando; Allegro agitato; Andante           |                   |                                                                                       | CM                             |
| 95  | 1904 | Eerste kommunielied                                      | Van Marcke Brugge                                      |                                   | G.Gezelle                            |                                                                                          |                   | Aan mijn vriendekens Maria en Joannes Martens                                         | CM                             |
| 96  | 1899 | trois melodies Op.41 (1)                                 | Muraille, Luik                                         |                                   | G. della faille de                   | Le cor                                                                                   |                   | À madame Alphonse de Halleux                                                          | CM                             |
| 97  | 1904 | trois melodies Op.41 (2)                                 |                                                        |                                   | Ch. D'orléans                        | Rondel                                                                                   |                   |                                                                                       | CM                             |
| 98  | 1905 | trois melodies Op.41 (3-1)                               |                                                        |                                   | Abbé Delnest                         | ( Mort d' oiseau )                                                                       |                   | vernietigd en vervangen door Adieu                                                    | CM                             |
| 99  | 1908 | trois melodies Op.41 (3-2)                               |                                                        |                                   | R. Preslefont                        | Adieu                                                                                    |                   |                                                                                       | CM                             |
| 100 | 1905 | Gethsémani Op.42                                         | CM                                                     | symfonisch gedicht                | uit het Evangelie                    | Kristus in de hof; Gij badt op eenen berg                                                | Brussel 1906      | Dedié à Sylvain Dupuis                                                                | CB/CM                          |
| 101 | 1905 | En Ardenne Op.43                                         | Breitkopf Härtel, Brussel                              | suite voor piano                  |                                      | horizons; dans les champs; la foret; le ruisseau; automme; rafales; Claire de lune       |                   | À Mr l'Abbé Maxim Carton de Wiart, affectueusement                                    | CM                             |
| 102 | 1905 | 5 geestelijke liederen Op.44                             | Muraille, Luik                                         |                                   | G.Gezelle                            | De Goede Herder; Gij badt op eenen berg; Stella Matutina; Here, ontferm U; De levensbaan |                   | aan de heer A.Moortgat                                                                | CM                             |
| 103 | 1906 | De komst des heeren Op.45                                | Novello and Company Ltd, London                        | oratoria                          | H.Handschrift                        | advents-oratorio in 3 delen                                                              | Rotterdam 1909    | Ter nagedachtenis van D.Franck                                                        | CB/ CM                         |
| 104 | 1907 | Rappelle - toi                                           |                                                        | duo                               | A. de Musset                         |                                                                                          |                   |                                                                                       | CM                             |
| 105 | 1907 | vier liederen Op.46 (1)                                  | De Ring, Berchem                                       |                                   | G.Gezelle                            | k En hoore U nog niet                                                                    |                   | Aan Alb. De Jonghe, kunstzanger                                                       | CM                             |
| 106 | 1907 | vier liederen Op.46 (2)                                  | Cnudde, Gent                                           |                                   | uit Dokkum                           | De Maegdekens                                                                            |                   |                                                                                       | CM                             |
| 107 | 1908 | vier liederen Op.46 (3)                                  | Davidsfonds                                            |                                   | L.Lambrechts                         | Zeelied                                                                                  |                   | hulde aan de dichter L.Lambrechts                                                     | CM                             |
| 108 | 1908 | vier liederen Op.46 (4)                                  | Davidsfonds                                            |                                   | A.Verwey                             | Christus                                                                                 |                   |                                                                                       | CM                             |
| 109 | 1908 | 3de simfonie in e Op.47                                  | CM                                                     | orkest/piano                      |                                      | Allegro; Adagio; Allegretto cantabile; Allegro con fuoco                                 | Leuven 1910       | Hommage cordial à Mr Léon Dubois                                                      | CB/ CM                         |
| 110 | 1909 | Le mystère de Saint-Thomas                               |                                                        | mysteriespel                      |                                      |                                                                                          | Brugge 1909       | pour les révérendes Dames religieuses du Couvent Anglais                              | Engels klooster Brugge         |
| 111 | 1909 | Maria Op.48                                              | Breitkopf Härtel Brussel                               | oratoria                          | Ch.Martens en L. Goesman             |                                                                                          | Gent 1919         | Aan mijn vriend en medewerker K. Martens                                              | CB/ CM                         |
| 112 | 1910 | prélude en fuga Op.49                                    | CM                                                     | piano                             |                                      |                                                                                          | Brussel 1916      | À Monsieur Lucien Tonnelier                                                           | CM                             |
| 113 | 1910 | O.L.Vrouw van Vlaanderen                                 |                                                        | lofzang                           | anoniem                              |                                                                                          |                   | opgedragen aan E.P. Axters s.j.                                                       | Begijnhof klooster Brugge      |
| 114 | 1910 | 3de pianosonate in F Op.50                               | Breitkopf Härtel, Brussel                              |                                   |                                      | Allegro; Allegretto; Finale moderato                                                     | Brussel, 1914     | À Mr J. Van Roy, professeur au conservatoir de Bruges                                 | CM                             |
| 115 | 1911 | 4de pianosonate Op.51                                    | Breitkopf Härtel, Brussel                              |                                   |                                      | Andante; Allegretto; Adagio; Allegro                                                     |                   | Au maïtre Vincent d'Indy                                                              | CM                             |
| 116 | 1911 | Foi, Espérance, Charité Op.52                            | Breitkopf Härtel, Brussel                              | lied                              | anoniem                              | drieluik                                                                                 |                   | À mes cheres enfants                                                                  | CM                             |
| 117 | 1912 | 3de vioolsonate in As, Op.53                             | Bretkopf Härtel, Brussel                               |                                   |                                      | Allegro moderato; Andante; Allegretto commodo                                            |                   | À Madame la Baronne Carton de Wiart                                                   | CM                             |
| 118 | 1912 | Le bon Pasteur Op.54                                     | Bretkopf Härtel, Brussel                               | evangelische cantate I            | L.Goedmans                           |                                                                                          | Mechelen 1913     | À son Eminence le Cardinal Mercier, archevêque de Malines, hommage de profond respect | CM                             |
| 119 | 1912 | 4de simfonie in es, Op.55                                | CM                                                     | symfonie met koor                 |                                      | Largo - Allegro; Adagio; Lento; Credo (Finale met koor)                                  | Brussel 1960      | Carissimae conjugae meae Margarethea                                                  | CB/ CM                         |
| 120 | 1913 | Agnus Dei Op.56                                          | "Hérelle, Parijs, Bruxelles: Jean Delvigne, s.d."      | oratoria                          | O. van Rie                           | oratorio                                                                                 | Brussel 1912      | Summi Pontificis pii X Sanctae Memoriae                                               | CB /CM                         |
| 121 | 1915 | 1ste strijktrio in b Op.57                               | Schotte, Brussel                                       | strijktrio                        |                                      | Allegro con moto; Andante                                                                | Kortrijk 1923     | À monsieur Arthur Gheyssens                                                           | CM                             |
| 122 | 1915 | 5de pianosonate in sib Gr. Op.58                         |                                                        | piano                             |                                      | Moderato; Poco adagio; Allegro non troppo                                                |                   | À mon cher fils Luc                                                                   | CM                             |
| 123 | 1915 | Romance Op.59                                            | CM                                                     | viool                             |                                      |                                                                                          |                   | À ma chère fille Agnès                                                                | CM                             |
| 124 | 1915 | scènes enfantines Op.60                                  | Gand: Beyer. Paris: Berger. Amsterdam: Alsbach, (1915) | piano                             |                                      | 10 korte schetsen uit het kinderleven                                                    |                   | À mes chers enfants                                                                   | CM                             |
| 125 | 1915 | 6de piano sonate in a Op.61                              |                                                        | piano                             |                                      | Molto sostenuto; Allegro molta; Molto sostenuto; Andante; Allegretto; Poco sostenuto     | Antwerpen 1920    | Au comte Amédée de Bocarmé                                                            | CM                             |
| 126 | 1915 | six préludes pour piano Op.62                            |                                                        |                                   |                                      | Moderato; Lento; Con moto; Moderato; Assai animato; Andante                              |                   |                                                                                       | CM                             |
| 127 | 1916 | 4de vioolsonate Op.63                                    |                                                        |                                   |                                      | Allegro moderato; Adagio; Allegro non troppo                                             | Brussel 1920      | À Monsieur Jules Goetinck                                                             | CM                             |
| 128 | 1916 | nocturne in d Op.64                                      | Edition Belgo-Canadienne, Montréal                     |                                   |                                      | cello en piano                                                                           |                   | Au Docteur Fr. Van den Abeele                                                         | CM                             |
| 129 | 1917 | Les Béatitudes Op.65                                     |                                                        | motet                             | J.Ryelandt                           | De acht zaligheden tot een motet verwerkt                                                |                   | À ma chère soeur                                                                      | Engels klooster, Brugge/ CM    |
| 130 | 1917 | 2de cellosonate in D Op.66                               |                                                        |                                   |                                      | Allegretto; Andante sostenuto; Allegro moderato                                          |                   | À Mosieur Adolph de Vlaemynck                                                         | CM                             |
| 131 | 1917 | 7de pianosonate in bes Op.67                             |                                                        |                                   |                                      | Largo; Adagio; Allegro con fuoco                                                         |                   | À Mr et Mme Louis Ryelandt                                                            | CM                             |
| 132 | 1916 | drie liederen Op.68 (1)                                  |                                                        | zang en piano                     | G.Gezelle                            | Irrequietum                                                                              |                   | Aan Z.E.H. Kan. De Meester                                                            | CM                             |
| 133 | 1917 | drie liederen Op.68 (2)                                  | De Ring, Berchem                                       |                                   | G.Gezelle                            | Die mijn hert bemint                                                                     |                   |                                                                                       | CM                             |
| 134 | 1917 | drie liederen Op.68 (3)                                  | VL                                                     |                                   | G.Gezelle                            | Smeeklied                                                                                |                   |                                                                                       | CM                             |
| 135 | 1917 | Patria Op.69                                             |                                                        | Hulde aan het Vaderland           |                                      |                                                                                          | Oostende 1919     | Au Roi Albert et à la Reine Elisabeth                                                 | CB/CM                          |
| 136 | 1918 | canon voor trio Op.70                                    |                                                        | piano trio                        |                                      | 2de deel uit een vernietigd trio                                                         | Brugge 1918       | À mon chère Trio: Agnès, Monique et Daniel                                            | CM                             |
| 137 | 1918 | 5de vioolsonate in c Op.71                               |                                                        |                                   |                                      | Lento - Allegro vivace; Andante sostenuto; Allegro Con Fuoco                             | Brussel 1931      | À Mathieu Crickboom                                                                   | CM                             |
| 138 | 1918 | missa 4 vocibus a capella Op.72                          |                                                        |                                   |                                      | Kyrie; Gloria; Et incarnatus; Sanctus; Benedictus; Agnus                                 | Brugge 1919       |                                                                                       | CM                             |
| 139 | 1918 | Lofzang ter ere van het heilig hart                      | Beyaert, Brugge                                        | kinderstemmen met harmonium       | G.Gezelle                            |                                                                                          |                   |                                                                                       | CM                             |
| 140 | 1919 | sonate voor altviool en piano in d, Op.73                | CM                                                     | altviool en piano                 |                                      | Allegro molto; Adagio; Allegro giocoso                                                   | Brussel           | À Monsieur Léon Van Hout                                                              | CM                             |
| 141 | 1919 | 3de strijkkwartet Op.74                                  |                                                        |                                   |                                      |                                                                                          |                   | vernietigd voor 1930                                                                  | ?                              |
| 142 | 1919 | Veni sponsa                                              |                                                        | motet                             | uit het communis der Maagden         | ter ere van de H. Dymphna                                                                | Geel 1919         | Voor het Sint - Amanduskoor te Geel                                                   | ?                              |
| 143 | 1919 | Dialogue Spirituel                                       |                                                        | koor                              | anoniem                              | Gelegenheidskompositie                                                                   | Brugge 1919       | À ma chère- belle - soeur Sister Mary- Philomena                                      | Engels klooster, Brugge        |
| 144 | 1920 | De Profundis Op.75                                       |                                                        | lied                              | G.Gezelle                            |                                                                                          |                   | Aan Mevr. Loots-godenne opgedragen                                                    | CM                             |
| 145 | 1920 | 8ste pianosonate in G Op.76                              |                                                        |                                   |                                      | Allegro moderato; Andantino; Allegro non troppo                                          |                   |                                                                                       | CM                             |
| 146 | 1920 | ego flos Op.77                                           | suppl. West-Vlaanderen                                 | lied                              | G.Gezelle                            |                                                                                          |                   | Aan de Eerwaarde Heer De Geeter                                                       | CM                             |
| 147 | 1920 | ouverture Jeanne d'Arc Op.78                             |                                                        | evocatie                          |                                      |                                                                                          | Oostende 1920     |                                                                                       | CB/CM                          |
| 148 | 1920 | Prière de Saint-Ignace                                   |                                                        | aanroeping                        | Sint Ignatius                        |                                                                                          |                   | Pour les Dames Auxiliatrices                                                          | ?                              |
| 149 | 1921 | christus rex Op.79                                       | Hérelle, Parijs                                        | oratoria                          | Ch.Martens                           | oratirio                                                                                 | Brussel 1925      | À sa Sainteté le Pape Pie XI, hommage et respect filial                               | CB/CM                          |
| 150 | 1923 | dialogue spirituel Op.80                                 |                                                        | driedelig duo                     | P. Verlaine                          | zang                                                                                     |                   |                                                                                       | CM                             |
| 151 | 1923 | 1ste piano nocturne Op.81                                | Cnudde, Gent                                           | piano                             |                                      | nocturne                                                                                 |                   |                                                                                       | CM                             |
| 152 | 1923 | Epithalame Op.82                                         |                                                        | viool en piano                    |                                      |                                                                                          |                   | à ma chère fille Monique                                                              | CM                             |
| 153 | 1923 | vijf gelijkstemmige koren Op.83                          | Cnudde, Gent                                           | koor                              | G.Gezelle                            | Het klokgebed; De zomer; De Maaier; Als de ziele luistert/Herhaalt mij nu                |                   | aan prof. Julien Willemont, werd georkestreerd.                                       | CM                             |
| 154 | ?    | jubellied                                                |                                                        | 2 gelijke stemmen                 |                                      |                                                                                          | Brugge, 1924      | voor het jubileum van Kan. Reynaert, directeur van het St-Lodewijkskollege            | ?                              |
| 155 | 1925 | missa 4 vocibus cum organum Op.84                        | Ledent-Malay, Leuevn                                   | koor en orgel                     |                                      | Kyrie; Gloria; Credo; Sanctus; Benedictus; Agnus Dei                                     | Mechelen 1926     | Aan jules Van Nuffel                                                                  | St-Romboutskoor te Mechelen/CM |
| 156 | 1926 | gloria                                                   |                                                        | motet                             |                                      |                                                                                          | Brugge, 1926      | pour le jubilé de mother Mary-Stanislas                                               | Engels klooster te Brugge/ CM  |
| 157 | 1926 | 6de vioolsonate Op.85                                    | CM, Brussel                                            |                                   |                                      | Allegro Moderato; Molto sostenuto; Finale                                                |                   | à Melle Hortense de Sampigny                                                          | CM                             |
| 158 | 1926 | de 12de harpzang Op.86                                   |                                                        | koor                              | Vondel                               | koorpsalm                                                                                | Antwerpen 1926    | aan Meester Lodewijk de Vocht en zijn Cecilic-koor                                    | ceciliakoor Antwerpen/ CM      |
| 159 | 1916 | drie motetten Op.87                                      | suppl. Musica Sacra                                    | a-capella-koor                    |                                      | Panem de coelo; Ave Maria; Gloria Patri                                                  |                   |                                                                                       | CM                             |
| 160 | ?    | Ecce advenit                                             |                                                        | motet ter ere van Kristus Koning  |                                      |                                                                                          | brugge 1926       | pour les révérendes dames du couvent Anglais                                          | Engels klooster te Brugge      |
| 161 | 1924 | cinq melodies Op.88 (1)                                  |                                                        |                                   | V.Kinon                              | L'appel                                                                                  |                   |                                                                                       | CM                             |
| 162 | 1924 | cinq melodies Op.88 (2)                                  |                                                        |                                   | L.Veuillot                           | Testament                                                                                |                   |                                                                                       | CM                             |
| 163 | 1925 | cinq melodies Op.88 (3)                                  |                                                        |                                   | J.Lavergne                           | Au sommeil                                                                               |                   |                                                                                       | CM                             |
| 164 | 1924 | cinq melodies Op.88 (4)                                  |                                                        |                                   | P.Verlaine                           | Ariette oubliée                                                                          |                   | À Mr et Mme Ch. Panzera                                                               | CM                             |
| 165 | 1927 | cinq melodies Op.88 (5)                                  |                                                        |                                   | F.Séverin                            | Pays de rêve                                                                             |                   | À Mme N.Philipaert                                                                    | CM                             |
| 166 | 1927 | Te deum Op.89                                            |                                                        |                                   |                                      | te deum                                                                                  |                   |                                                                                       | CM / CB                        |
| 167 | 1927 | Abrege D'histoire de la musique                          | Bruges: De Brouwer et Cie, 1927                        |                                   |                                      |                                                                                          |                   |                                                                                       | ?                              |
| 168 | 1927 | 2de pianonocturne Op.90                                  |                                                        |                                   |                                      | nocturne                                                                                 |                   | À Mr. E. Bosquet                                                                      | CM                             |
| 169 | 1927 | 3de pianonucturne Op.91                                  | Cranz, Brussel                                         |                                   |                                      | nocturne                                                                                 |                   | Amicalement dédiée à Mlle Suzanne Du Bois                                             | CM                             |
| 170 | 1928 | Le chant de la pauvreté Op.92                            |                                                        | cantate                           | Joseph Ryelandt                      | cantate                                                                                  |                   | À J.Joergensen                                                                        | CM / CB                        |
| 171 | ?    | Les Fastes Belges                                        |                                                        | openluchtspel                     |                                      | gebaseerd op oude volksliederen                                                          | Brussel 1928      |                                                                                       | ?                              |
| 172 | 1929 | 4de pianonocturne Op.93                                  | Cranz, Brussel                                         |                                   |                                      |                                                                                          |                   | Amicalement dédiée à Mlle Suzanne Du Bois                                             | CM                             |
| 173 | 1929 | 24 pensées musicales Op.94                               |                                                        | piano                             |                                      |                                                                                          |                   |                                                                                       | CM                             |
| 174 | 1929 | Barcarolle Op.95                                         |                                                        | viool                             |                                      |                                                                                          |                   |                                                                                       | CM                             |
| 175 | 1929 | trois préludes pour piano Op.96                          |                                                        |                                   |                                      | Modéré; Adagio; Moderato                                                                 |                   |                                                                                       | CM                             |
| 176 | 1929 | 5de pianonocturne Op.97                                  |                                                        |                                   |                                      | nocturne                                                                                 |                   |                                                                                       | CM                             |
| 177 | ?    | Sanctus                                                  |                                                        | motet                             |                                      |                                                                                          | Brugge 1929       | souvenier à ma chère Anne                                                             | Engels klooster Brugge         |
| 178 | 1900 | Gezelliana                                               |                                                        | lied                              | G.Gezelle                            |                                                                                          |                   |                                                                                       | CM                             |
| 179 | ?    | Sonnerie                                                 |                                                        | koperblazers                      |                                      |                                                                                          |                   | voor een St-Cecilia feest                                                             | ?                              |
| 180 | 1930 | Te deum Op.98                                            |                                                        |                                   |                                      | Dank Hymne                                                                               | Brussel 1930      | pour le centenaire de la Belgique                                                     | CM/CB                          |
| 181 | 1930 | 3de strijkkwartet in F Op.99                             |                                                        |                                   |                                      | Allegro Moderato; Adagio; Moderato                                                       | Brussel 1932      | au quatuor Zimmer                                                                     | CM                             |
| 182 | 1928 | trois melodies Op.100 (1)                                |                                                        |                                   | Ad. Hardy                            | a mi-voix                                                                                |                   | à ma chère femme                                                                      | CM                             |
| 183 | 1927 | trois melodies Op.100 (2)                                |                                                        |                                   | M.Wyzeur                             | L'Hôte du soir                                                                           |                   | À Mr Gustave Simon                                                                    | CM                             |
| 184 | 1930 | trois melodies Op.100 (3)                                |                                                        |                                   | Ad. Hardy                            | Barcarolle                                                                               |                   |                                                                                       | CM                             |
| 185 | 1930 | 9de pianosonate Op.101                                   |                                                        |                                   |                                      | Allegro moderato; Adagio rubato; Allegretto (fugue)                                      |                   | À Mme Leon Du Bois                                                                    | CM                             |
| 186 | ?    | prélude                                                  |                                                        | orgel                             |                                      | op het thema Sacerdos et Pontifex                                                        |                   | vernietigd                                                                            | ?                              |
| 187 | ?    | A mi-voix op 100 nr 1                                    |                                                        |                                   |                                      |                                                                                          |                   | orkestratie                                                                           | CM                             |
| 188 | 1931 | suite voor orkest Op. 102                                |                                                        | orkest                            |                                      | prelude; Menuet; Fugue                                                                   | Brussel, 1932     | Aan het Brugs symfonisch orkest                                                       | CM                             |
| 189 | 1931 | de zeven weeën Op.103                                    |                                                        | koor                              |                                      | lied                                                                                     |                   |                                                                                       | CM                             |
| 190 | 1931 | k En hoore U nog niet Op.46 Nr1                          |                                                        | orkestratie                       |                                      |                                                                                          |                   |                                                                                       | CM                             |
| 191 | ?    | De Maagdekens Op.46 Nr2                                  |                                                        | orkestratie                       |                                      |                                                                                          |                   |                                                                                       | CM                             |
| 192 | ?    | Zeelied Op.46 Nr3                                        |                                                        | orkestratie                       |                                      |                                                                                          |                   |                                                                                       | CM                             |
| 193 | ?    | Extraits des VII Douleurs                                |                                                        | orgel                             |                                      |                                                                                          |                   |                                                                                       | ?                              |
| 194 | 1932 | Stabat Mater Op.104                                      |                                                        | cantate                           |                                      | cantate                                                                                  |                   |                                                                                       | CM                             |
| 195 | 1932 | 10de pianosonate Op.105                                  |                                                        |                                   |                                      | sonate                                                                                   |                   |                                                                                       | CM                             |
| 196 | 1932 | Flos carmeli Op.106                                      |                                                        | cantate                           |                                      | cantate                                                                                  |                   |                                                                                       | CM                             |
| 197 | 1933 | prélude sancta trinitas Op.107                           |                                                        | orkest                            |                                      | prélude                                                                                  |                   |                                                                                       | ?                              |
| 198 | ?    | o schoonheid                                             |                                                        | koorwerk                          |                                      |                                                                                          |                   |                                                                                       | ?                              |
| 199 | ?    | Andante voor sextet                                      |                                                        |                                   |                                      |                                                                                          |                   |                                                                                       | ?                              |
| 200 | 1934 | 5de simfonie Op.108                                      |                                                        |                                   |                                      | symfonie                                                                                 |                   |                                                                                       | ?                              |
| 201 | ?    | 2 antifonen Op.109                                       |                                                        | motet                             |                                      | motet                                                                                    |                   |                                                                                       | ?                              |
| 202 | 1934 | Le chemin de la croix Op.110                             |                                                        | concertvorm                       | P.Claudel                            | religues                                                                                 |                   |                                                                                       | CM                             |
| 203 | 1934 | missa 6 voix Op.111                                      |                                                        |                                   |                                      | mis                                                                                      |                   |                                                                                       | CM                             |
| 204 | ?    | Pater Noster                                             |                                                        | lofzang                           |                                      |                                                                                          |                   |                                                                                       | ?                              |
| 205 | 1935 | de heilige kerk Op.112                                   |                                                        | cantate                           |                                      | cantate                                                                                  |                   |                                                                                       | CM                             |
| 206 | 1935 | trois fugues pour piano Op.113                           |                                                        |                                   |                                      | fuge                                                                                     |                   |                                                                                       | CM                             |
| 207 | 1935 | twee motetten Op.114                                     |                                                        | motet                             |                                      | Christus dilexitnos; Ave Regina                                                          |                   |                                                                                       | CM                             |
| 208 | 1935 | 7de vioolsonate Op.115                                   |                                                        |                                   |                                      | sonate                                                                                   |                   |                                                                                       | CM                             |
| 209 | ?    | O Lieve Vrouw                                            |                                                        | lofzang                           |                                      |                                                                                          |                   |                                                                                       | ?                              |
| 210 | 1935 | Rondedans                                                |                                                        | piano                             |                                      |                                                                                          |                   |                                                                                       | CM                             |
| 211 | ?    | Klein verdriet                                           |                                                        | piano                             |                                      |                                                                                          |                   |                                                                                       | ?                              |
| 212 | 1936 | suite pour la jeunesse Op.116                            |                                                        | piano                             |                                      | suite                                                                                    |                   |                                                                                       | CM                             |
| 213 | 1936 | mors-vita Op.117                                         |                                                        | bariton en orkest/piano           |                                      | cantate                                                                                  |                   |                                                                                       | CM                             |
| 214 | ?    | Geen Eeuwen                                              |                                                        | koor                              |                                      |                                                                                          |                   |                                                                                       | ?                              |
| 215 | 1937 | 11de pianosonate Op.118                                  |                                                        |                                   |                                      | sonate                                                                                   |                   |                                                                                       | CM                             |
| 216 | 1937 | thème et variations Op.119                               |                                                        | orgel                             |                                      | variaties                                                                                |                   |                                                                                       | CM                             |
| 217 | 1937 | prélude fuge et meneut Op.120                            |                                                        | piano                             |                                      | prélude en fuga                                                                          |                   |                                                                                       | CM                             |
| 218 | 1938 | Prélude Dame Pauvreté Op.107                             |                                                        | orkest                            |                                      |                                                                                          |                   |                                                                                       | ?                              |
| 219 | 1936 | trois invocations Op.121                                 |                                                        | orkestratie                       | J. Ryelandt                          |                                                                                          |                   |                                                                                       | CM                             |
| 220 | ?    | Sacerdos in Auternum                                     |                                                        | cantate                           |                                      |                                                                                          |                   |                                                                                       | CM                             |
| 221 | 1931 | drie liederen Op.122                                     |                                                        |                                   | G.Gezelle                            | De Pelgrim                                                                               |                   |                                                                                       | CM                             |
| 222 | ?    | Suscipe                                                  |                                                        | lofzang                           |                                      |                                                                                          |                   |                                                                                       | ?                              |
| 223 | 1938 | Veni creator Op.123                                      |                                                        | soli, koor en orkest              |                                      | cantate                                                                                  |                   |                                                                                       | CM                             |
| 224 | 1939 | pianosonate Op.124                                       |                                                        |                                   |                                      | sonate                                                                                   |                   |                                                                                       | CM                             |
| 225 | ?    | pianosonate                                              |                                                        |                                   |                                      |                                                                                          |                   |                                                                                       | ?                              |
| 226 | 1939 | duo carmina spiritualia Op.125                           |                                                        | koor en orgel                     |                                      | Veni electa                                                                              |                   |                                                                                       | CM                             |
| 227 | 1939 | 6de piano nocturne Op.126                                |                                                        |                                   |                                      | nocturne                                                                                 |                   |                                                                                       | CM                             |
| 228 | 1939 | missa pro defunctis Op.127                               |                                                        | koor                              |                                      | mis                                                                                      |                   |                                                                                       | CM                             |
| 229 | ?    | O Dierbaar kruis Op.34                                   |                                                        | orkestratie                       |                                      |                                                                                          |                   |                                                                                       | CM                             |
| 230 | ?    | Armoede lief                                             |                                                        | orkestratie                       |                                      |                                                                                          |                   |                                                                                       | CM                             |
| 231 | ?    | Scènes enfantines Op.60                                  |                                                        | orkestratie                       |                                      |                                                                                          |                   |                                                                                       | ?                              |
| 232 | ?    | De Profundis Op.75                                       |                                                        | orkestratie                       |                                      |                                                                                          |                   |                                                                                       | CM                             |
| 233 | ?    | ego flos Op.77                                           |                                                        | orkestratie                       |                                      |                                                                                          |                   |                                                                                       | CM                             |
| 234 | ?    | Dialogue Spirituel Op.80                                 |                                                        | orkestratie                       |                                      |                                                                                          |                   |                                                                                       | CM                             |
| 235 | 1940 | basse et chants donnés Op.128                            |                                                        | oefening                          |                                      |                                                                                          |                   |                                                                                       | CM                             |
| 236 | 1910 | Pax Op.129                                               |                                                        | lied                              |                                      |                                                                                          |                   |                                                                                       | CM                             |
| 237 | ?    | Christus Op.46                                           |                                                        | orkestratie                       |                                      |                                                                                          |                   |                                                                                       | CM                             |
| 238 | ?    | Sint-Arnolduslied                                        |                                                        | lofzang                           |                                      |                                                                                          |                   |                                                                                       | ?                              |
| 239 | ?    | Choral                                                   |                                                        | orgel                             |                                      |                                                                                          |                   |                                                                                       | ?                              |
| 240 | 1941 | La Noche oscura Op.25                                    |                                                        | orkestratie                       |                                      |                                                                                          |                   |                                                                                       | CM                             |
| 241 | ?    | De Goede Herder Op.44                                    |                                                        | orkestratie                       |                                      |                                                                                          |                   |                                                                                       | CM                             |
| 242 | ?    | Gij badt op eenen Berg                                   |                                                        | orkestratie                       |                                      |                                                                                          |                   |                                                                                       | CM                             |
| 243 | 1942 | In Memoriam Op.29                                        |                                                        | orkestratie                       |                                      |                                                                                          |                   |                                                                                       | CM                             |
| 244 | ?    | Christo confixus sum Op.29                               |                                                        | orkestratie                       |                                      |                                                                                          |                   |                                                                                       | CM                             |
| 245 | ?    | Barcarolle Op.95                                         |                                                        | orkestratie                       |                                      |                                                                                          |                   |                                                                                       | ?                              |
| 246 | 1943 | 4de strijkkwartet Op.130                                 |                                                        |                                   |                                      |                                                                                          |                   |                                                                                       | CM                             |
| 247 | ?    | trois chants spirituels Op.23                            |                                                        | orkestratie                       |                                      |                                                                                          |                   |                                                                                       | CM                             |
| 248 | ?    | Recordare                                                |                                                        | motet                             |                                      |                                                                                          |                   |                                                                                       | ?                              |
| 249 | ?    | Domus Sapientiae                                         |                                                        | koorwerk                          |                                      |                                                                                          |                   |                                                                                       | ?                              |
| 250 | 1944 | 2de trio Op.131                                          |                                                        |                                   |                                      | trio                                                                                     |                   |                                                                                       | CM                             |
| 251 | 1944 | 3de cellosonate Op.132                                   |                                                        | cello                             |                                      | sonate                                                                                   |                   |                                                                                       | CM                             |
| 252 | 1944 | 2de kwintet Op.133                                       |                                                        |                                   |                                      | kwintet                                                                                  |                   |                                                                                       | CM                             |
| 253 | ?    | Deux Versets                                             |                                                        | orgel                             |                                      |                                                                                          |                   |                                                                                       | ?                              |
| 254 | ?    | De Heilige Drievuldigheid Op.122                         |                                                        | orkestratie                       |                                      |                                                                                          |                   |                                                                                       | CM                             |
| 255 | 1947 | O.L.Vrouw ten Doorn                                      |                                                        | lofzang                           |                                      |                                                                                          |                   |                                                                                       | ?                              |
| 256 | n.b. | De Hoornen Op.38                                         |                                                        | orkestratie                       |                                      |                                                                                          |                   |                                                                                       | CM                             |
| 257 | n.b. | Clair de lune Op.43                                      |                                                        | orkestratie                       |                                      |                                                                                          |                   |                                                                                       | ?                              |
| 258 | n.b. | Romance Op.59                                            |                                                        | orkestratie                       |                                      |                                                                                          |                   |                                                                                       | ?                              |
| 259 | n.b. | Nocturne Op.64                                           |                                                        | orkestratie                       |                                      |                                                                                          |                   |                                                                                       | ?                              |
| 260 | n.b. | Die mijn Hert bemint Op.68                               |                                                        | orkestratie                       |                                      |                                                                                          |                   |                                                                                       | CM                             |
| 261 | n.b. | vijf gelijkstemmige koren Op.83                          |                                                        | orkestratie                       |                                      |                                                                                          |                   |                                                                                       | ?                              |
| 262 | n.b. | Testament Op.88                                          |                                                        | orkestratie                       |                                      |                                                                                          |                   |                                                                                       | CM                             |
| 263 | n.b. | Au Sommeil                                               |                                                        | orkestratie                       |                                      |                                                                                          |                   |                                                                                       | CM                             |
| 264 | n.b. | De Pelgrim Op.122                                        |                                                        | orkestratie                       |                                      |                                                                                          |                   |                                                                                       | CM                             |
| 265 | 1940 | Pax Op.129                                               |                                                        | orkestratie                       |                                      |                                                                                          |                   |                                                                                       | CM                             |
| 266 | n.b. | Notice sur E. Tinel                                      |                                                        |                                   | par le Baron Ryelandt                | boek                                                                                     |                   |                                                                                       | ?                              |
| 267 | n.b. | 2 gebeden                                                |                                                        | zang en piano                     |                                      | Onze Vader; Weesgegroet                                                                  |                   |                                                                                       | CM                             |
| 268 | 1933 | Ach 't Janne                                             |                                                        | pianokwintet                      |                                      | sixtet                                                                                   |                   |                                                                                       | CM                             |
| 269 | 1936 | Aria pour orge                                           |                                                        |                                   |                                      |                                                                                          |                   |                                                                                       | CM                             |
| 270 | 1919 | Strophes pour la Victoire                                |                                                        | lied                              | H.Hoornaert                          |                                                                                          |                   |                                                                                       | CM                             |
| 271 | 1918 | Zegelied                                                 |                                                        | zang en piano                     | De Meester                           |                                                                                          |                   |                                                                                       | CM                             |
| 272 | n.b. | Kom Schepper                                             |                                                        | lofzang                           |                                      |                                                                                          |                   |                                                                                       | ?                              |
| 273 | n.b. | Chant Eucharistique                                      |                                                        | lofzang                           |                                      |                                                                                          |                   |                                                                                       | ?                              |
| 274 | 1911 | Salutation angelique                                     |                                                        | zang en piano                     |                                      |                                                                                          |                   |                                                                                       | ?                              |
| 275 | 1896 | Pie Jesu                                                 |                                                        | 3 stemmen                         |                                      |                                                                                          |                   |                                                                                       | ?                              |
| 276 | n.b. | Dulcis Sanguis                                           |                                                        | motet                             |                                      |                                                                                          |                   |                                                                                       | ?                              |
| 277 | 1935 | Duo cantiones                                            |                                                        | koor                              |                                      |                                                                                          |                   |                                                                                       | CM                             |
| 278 | n.b. | Esquisses                                                |                                                        | onderwijs en instrumentale muziek |                                      |                                                                                          |                   |                                                                                       | CM                             |
| 279 | n.b. | oeuvre chorales non liturgiques                          |                                                        | koor en instrumenten              |                                      |                                                                                          |                   |                                                                                       | CM                             |
| 280 | 1909 | Sonatine                                                 |                                                        | viool en piano                    |                                      |                                                                                          |                   |                                                                                       | ?                              |
| 281 | n.b. | Suite Esquise                                            |                                                        | piano                             |                                      |                                                                                          |                   |                                                                                       | ?                              |

## Composities naar genre

### Werken voor orkest

#### Symfonieën
- 1894 Symfonie in e, op.7 (vernietigd)
- 1897 Symfonie n°1 in Bes, voor orkest, op. 16
  1. Allegro Vivace
  2. Andante
  3. Scherzo
  4. Finale
- 1904 Symfonie n°2 "Esto Vir" in D, voor orkest, op. 37
  1. Largo - Allegro
  2. Andante appassionato
  3. Scherzo
  4. Adagio religioso - Allegro
- 1908 Symfonie n°3 in e, voor orkest, op. 47
  1. Allegro
  2. Adagio
  3. Allegretto cantabile
  4. Allegro con fuoco
- 1912 Symfonie n°4 in es, voor gemengd koor en orkest, op. 55
  1. Largo - Allegro
  2. Adagio
  3. Lento
  4. Credo (Finale met koor)
- 1933 Symfonie n°5, voor orkest, op. 108
  1. Allegro non troppo
  2. Molto vivace
  3. Lento
  4. Allegro vivace

#### Andere werken voor orkest
- 1900 Deux poèmes, voor bariton of contralto en orkest, op.26 - tekst: H. Hoornaert
- 1902 Ouverture Sainte Cécile, voor orkest
- 1917 Patria - Hulde aan het Vaderland, voor orkest, op.69 (Opgedragen aan: Koning Albert I van België en Koningin Elisabeth)
- 1920 Ouverture Jeanne d'Arc, voor orkest, op.78
- 1931 Suite, voor orkest, op. 102
  1. Prélude
  2. Menuet
  3. Fugue
- 1933 Prélude Sancta Trinitas, voor orkest, op.107
- 1936 Trois invocations, voor orkest, op.121
- 1938 Prélude Dame Pauvreté, voor orkest, op.107

### Werken voor fanfareorkest
- 1930 Te Deum, op. 98 (zie onder: Missen, oratoria, cantates en gewijde muziek)

### Missen, oratoria, cantates en gewijde muziek
- 1894 La Parabole des Vierges, Mysteriespel voor solisten, gemengd koor en orkest, op.10 - tekst: H. Hoornaert
- 1894 La Parabole des Vierges - Prélude, voor orkest, op. 10
- 1896 De bloedige Dagvaart van de Heer, oratorium, op.14 - tekst: Guido Gezelle
- 1896 Audi Filia, motet voor gemengd koor en piano
- 1896 Justus germinabit, voor vijfstemmig gemengd koor
- 1896 Signum Magnum, voor gemengd koor
- 1897 Missa 4 vocibus a capella, (op.21)
- 1897 Ave Maria, motet voor gemengd koor - tekst: Weesgegroet
- 1897 O Salutaris Hostia, lofzang in canon uit de Hymne "Verbum supernum"
- 1897 Prélude sur un thème liturgique (op thema van "Regina Caeli"), voor orkest, op.21
- 1900 Ave Maris Stella - lofzang Naar gelijknamige Hymne, Lofzang ter ere van Onze Lieve Vrouw - tekst: Carissimi Fratri Idesbaldi o.s.b.
- 1901 Het Heilig Bloed, cantate, op.33
- 1904 Purgatorium, oratorium op Latijnse psalmen voor sopraan, gemengd koor en orkest, op.39
- 1904 Eerste Communielied, voor zangstem en piano - tekst: Guido Gezelle
- 1905 Gethsémani, symfonisch gedicht uit het Evangelie "Christus in de Hof van Olijven" voor orkest, op.42
- 1906 De Komst des Heren, Advents-oratorium in 3 delen voor solisten, gemengd koor en orkest, op.45
- 1909 Le Mystère de Saint Thomas, Mysteriespel (pour les révérendes Dames religieuses du Couvent Anglais)
- 1909 Maria, oratorium voor soli, gemengd koor en orkest, op.48 - tekst: Léo Goemans en Charles Martens
- 1910 Onze Lieve Vrouw van Vlaanderen, lofzang voor gemengd koor
- 1912 Le bon Pasteur, cantate voor sopraan, tenor, gemengd koor en orkest, op.54 - tekst: Léo Goemans (opgedragen aan: Desiré Félicien François Joseph kardinaal Mercier, aartsbisschop van het aartsbisdom Mechelen)
- 1913 Agnus Dei, oratorium voor solisten, gemengd koor en orkest, op.56 - tekst: Benedicta Von Spiegel, vertaling: Jean Delvigne, O. van Rie (opgedragen ter nagedachtenis aan: Paus Pius X)
- 1916 Drie motteten, voor gemengd koor, Op.87
- 1917 Les Béatitudes, de 8 zaligheden tot 1 motet verwerkt voor 3 gelijke stemmen en orgel, op.65
- 1918 Missa 4 vocibus, op.72
- 1918 Lofzang ter eere van het Allerheiligste Hart van Jesus , voor kinderstemmen met harmonium - tekst: Guido Gezelle
- 1919 Veni Sponsa, motet uit het communis der Maagden
- 1920 Prière de Saint Ignace - Aanroeping Sint Ignatius, voor gemengd koor
- 1921-1922 Christus Rex, oratorium voor solisten, gemengd koor en orkest, op.79 - tekst: Charles Martens (opgedragen aan de Paus Pius XI)
- 1925 Missa 4 vocibus cum organum, voor gemengd koor en orgel, op.84
- 1926 Gloria, motet voor gemengd koor (gecomponeerd voor het jubileum van de moeder Marie-Stanislas in het Engels klooster te Brugge)
- 1926 De 12de Harpzang, voor gemengd koor, op.86 (opgedragen aan: Meester Lodewijk De Vocht en zijn Cecilia-koor)
- 1927 Te Deum, voor solisten, gemengd koor, orkest en orgel, op.89
- 1928 Le Chant de la Pauvreté, cantate voor bariton, gemengd koor en orkest, op.92 - tekst: Joseph Ryelandt (opgedragen aan J. Jørgensen)
- 1929 Sanctus, motet
- 1930 Te Deum, voor zesstemmig gemengd koor, fanfareorkest en orgel (gecomponeerd ter gelegenheid van het 100-jarig bestaan van het Koninkrijk België)
- 1932 Stabat Mater, cantate voor sopraan, gemengd koor en orkest, op.104
- 1932 Flos Carmeli, cantate voor sopraan, vrouwenkoor, klein orkest en piano, op.106
- 1934 2 Antifonen, motet, op.109
- 1934 Le Chemin de la Croix, voor recitant, gemengd koor en piano, op.110 - tekst: Paul Claudel
- 1934 Missa 6 voix, op.111
- 1934 Pater Noster
- 1935 De Heilige Kerk, cantate voor bariton solo, gemengd koor en orkest, op.112
- 1935 Twee motteten, voor mannenkoor en orgel, op.114
  1. Christus dilexit nos
  2. Ave Regina
- 1935 O Lieve Vrouw, lofzang voor gemengd koor
- 1936 Mors-Vita, cantate voor bariton en orkest, op.117
- 1936 Sacerdos in Aeternum, cantate
- 1938 Veni Creator, cantate voor Pinksteren voor 4 solisten, gemengd koor en orkest, op.123
- 1939 Duo carmina spiritualia "Veni Electa", voor gemengd koor en orgel, op.125
- 1939 Missa pro defunctis, op.127

### Wereldlijke cantates
- 1895 Daphne, cantate voor gemengd koor, op.12 - tekst: Eugène Van Oye
- 1897 Callirhoë, cantate (gecomponeerd voor de Prix de Rome)

### Muziektheater

#### Opera's
| Voltooid in | titel                 | aktes   | première                                             | libretto                       |
| ----------- | --------------------- | ------- | ---------------------------------------------------- | ------------------------------ |
| 1902        | Sainte Cécile, op. 35 | 3 aktes | 25 januari 1907, Antwerpen, Koninklijk Vlaamse Opera | Charles Martens en Léo Goemans |

#### Schouwspel
- 1928 Les Fastes Belges, openluchtspel gebaseerd op oude volksliederen

### Werken voor koor
- 1894 Idesbald, voor gemengd koor - tekst: Guido Gezelle
- 1919 Dialogue Spirituel, voor gemengd koor
- 1923 Vijf gelijkstemmige koren, op.83
- 1931 De Zeven Weeën, voor gemengd koor, op.103
- 1933 O Schoonheid, voor gemengd koor
- 1936 Geen Eeuwen, voor gemengd koor

### Liederen
- 1892 Aveu - tekst: Villiers de L'Isle d'Adam
- 1892 Un grand sommeil - tekst: Paul Verlaine
- 1892 Confidence - tekst: Léon Donnay
- 1892 Abendlandschaft - tekst: Joseph von Eichendorff
- 1893 De Rijndwergen, ballade, Op.5 - tekst: Pol De Mont
- 1893 Van haar, uit het liefdesgedicht "Ons Leven"
- 1893 Lied der Verloofde, het Vlaamse lied "Mijn herteken heeft altijd verlangen"
- 1893 Ein Klang - tekst: Nikolaus Lenau
- 1893 Auf geheimen - tekst: Nikolaus Lenau
- 1893-1894 6 Vlaamse liederen, voor zangstem en piano, op.8
  1. Here Halewijn
  2. De Hemel
  3. De Dreef - tekst: K. De Gheldere
  4. Avondstemmen - tekst: Guido Gezelle
  5. De Rosmarijn - tekst: D. Delcroix
- 1897 Zes melodieën, voor zang en piano, op.19
- 1898 Trois chants spirituels, voor zangstem en piano, op.23
- 1899 La Noche oscura, Spaans mystiek gedicht voor zang & piano, op.25 - tekst: L'Abbé H. Hoornaert
- 1899 Trois mélodies, voor zangstem en piano, op.41
- 1900-1912 Cinq chants spirituels, voor zangstem en piano, op.29
- 1900 Gezelliana, voor zangstem en piano
- 1901 Idylle mystique, voor sopraan en piano, op.30
- 1901 Zielzuchten, voor zangstem en piano, op.34 - tekst: Guido Gezelle
  1. O mocht ik
  2. Gaat van mij
  3. Heer God
  4. O Dierbaar Kruise
  5. Armoede lief
  6. Brandt los
- 1904 Liederkrans, voor zangstem en piano, op.38 - tekst: Guido Gezelle
  1. Wiegelied
  2. Groeningeveld
  3. De Mandel
  4. De Hoornen
  5. Weemoed
  6. Sterven
  7. Wiedsterslied
  8. Avondstilte
- 1905 5 geestelijke liederen, voor zangstem en piano, op.44 - tekst: Guido Gezelle
- 1907 Rappelle-toi, voor sopraan, bariton en piano - tekst: Alfred de Musset
- 1907 Vier liederen, voor zangstem en piano, op.46
- 1910 Pax, voor zang en piano, op.129
- 1911 Foi, Espérance, Charité, drieluik voor zangstem en piano, op.52
- 1916 Drie liederen, voor zangstem en piano, op.68 - tekst: Guido Gezelle
- 1920 De Profundis, voor zangstem en piano, op.75 - tekst: Guido Gezelle
- 1920 Ego Flos, voor zangstem en piano, op.77 - tekst: Guido Gezelle
- 1923 Dialogue spirituel, voor tenor en bariton (of sopraan en contralto), Op.80 - tekst: Paul Verlaine
- 1924-1927 Cinq mélodies, voor zangstem en piano, op.88
- 1928 Trois mélodies, op.100
- 1930 A mi-voix, voor mezzosopraan en orkest, op. 100 nr. 1
- 1931 k En hoore U nog niet, voor zang en orkest, op. 46 nr. 1
- 1931 De Maagdekens, voor zangstem en orkest, op. 46 nr. 2
- 1931 Zeelied, voor zangstem en orkest, op. 46 nr. 3
- 1931 Drie liederen, voor zangstem en piano, op.122 - tekst: Guido Gezelle
  1. De Pelgrim
  2. De Heilige Drievuldigheid
  3. Suscipe (lofzang)
- 1940 Chorals, basses et chants donnés, oefeningen harmonie, op.128
- Ecce Advenit, voor zang en orgel, op.4

### Kamermuziek
- 1893 Kwartet, voor strijkers, op.2
- 1895 Trio in d, voor pianotrio, op.11
- 1895 Adagio, voor strijkkwartet, op.13
- 1896 Sonate Nr. 1, voor viool en piano, op.15
- 1897 Trois Morceaux, voor klarinet en piano, op.17
- 1897 Sonate in E, voor hoorn en piano, op.18
- 1897 Strijkkwartet Nr. 1 in e, op.20
- 1898 Sonate Nr. 1 in F, voor cello en piano, op.22
- 1899 Sonatine, voor hobo en piano, op.28
- 1900 Sonate Nr. 2 in d, voor viool en piano, op.27
- 1901 Strijkkwintet Nr. 1 in a, op.32
- 1903 Strijkkwartet Nr. 2 in f, op.36
- 1904 Fantasie, voor klarinet en piano, op.40
- 1912 Sonate Nr. 3 in As, voor viool en piano, op.53
- 1915 Trio in b, voor strijkers, op.57
- 1915 Romance, voor viool en piano, op.59
- 1916 Sonate Nr. 4, voor viool en piano, op.63
- 1916 Nocturne in d, voor cello en piano, op.64
- 1917 Sonate Nr. 2 in D, voor cello en piano, op.66
- 1918 Canon, voor trio, op.70
- 1918 Sonate Nr. 5 in c, voor viool en piano, op.71
- 1919 Sonate in d, voor altviool en piano, op.73
- 1919 Strijkkwartet Nr. 3, op.74
- 1923 Epithalame, voor viool en piano, op.82
- 1926 Sonate Nr. 6, voor viool en piano, op.85
- 1929 Barcarolle, voor viool en piano, op.95
- 1929 Sonnerie, voor koperblazers, voor een St.-Cecilia feest
- 1930 Strijkkwartet Nr. 3 in F, op.99
- 1935 Sonate Nr. 7, voor viool en piano, op.115

### Werken voor orgel
- 1930 Prelude op het thema "Sacerdos et Pontifex"
- 1931 Extraits des VII Douleurs
- 1937 Thème et variations, op.119

### Werken voor piano
- 1889 Romance
- 1889 Marche
- 1889 Berceuse
- 1889 Dance
- 1890 Sonate in e
  1. Allegro - Scherzo
  2. Andante
  3. Allegro Finale
- 1890 Marche fantastique
- 1890 Impromptu
- 1890 Chant d'automne
- 1892 Sonate in c, op.1
- 1893 Ouverture tot het drama "Caïn" van Lord Byron, voor piano vierhandig, op.3
- 1894 Variaties voor klavier op een thema van Edgar Tinel, op.6
- 1895 Fantasie, op.9
- 1898 Sonate Nr. 2 in D, op.24
- 1901 Noordzee, suite, op.31
- 1905 En Ardenne, suite, op.43
- 1910 Prélude et fugue, op.49
- 1910 Sonate Nr. 3 in F, op.50
- 1911 Sonate Nr. 4, op.51
- 1915 Sonate Nr. 5 in Bes, op.58
- 1915 Scènes Enfantines, op.60
- 1915 Sonate Nr. 6 in a, op.61
- 1915 Six préludes, op.62
- 1917 Sonate Nr. 7 in bes, op.67
- 1920 Sonate Nr. 8 in G, op.76
- 1923 Nocturne Nr. 1, op.81
- 1927 Nocturne Nr. 2, op.90
- 1927 Nocturne Nr. 3, op.91
- 1929 Nocturne Nr. 4, op.93
- 1929 24 Pensées musicales, op.94
- 1929 Trois préludes, op.96
- 1929 Nocturne Nr. 5, op.97
- 1930 Sonate Nr. 9, op.101
- 1932 Sonate Nr. 10, op.105
- 1935 Trois fugues, op.113
- 1935 Rondedans
- 1935 Klein verdriet
- 1936 Suite pour la jeunesse, op.116
- 1937 Sonate Nr. 11, op.118
- 1937 Prélude, fugue et menuet, op.120
- 1939 Sonatines, op.124
- 1939 Nocturne Nr. 6, op.126